# 田北香世子
田北香世子（日语：田北 香世子，1997年2月13日—）是日本女子團體BLACK PRINCESS成員，曾為AKB48 Team B成員，千葉縣出身，所屬事務所為Plus。

## 經歷
2013年
- 11月30日，經AKB集團選秀會第2次被選進入Team A。

2014年
- 1月25日，在AKB48 重溫時間 最佳曲目200 2014首次出場。
- 2月26日，在Team A 5th Stage「戀愛禁止條例」中公演出道表演。

2020年
- 7月18日，確診患上新型冠狀病毒肺炎，為AKB48，以至於AKB48集團中首位確診成員[1][2]。

2022年
- 2月26日，舉行畢業公演並於隔日從AKB48畢業。

## 歌曲作品
由於是AKB48較晚期加入的成員，田北香世子曾參與過的歌曲作品並不多，大部分是以由Team A共同演唱的歌曲為主。收錄於第36張單曲《拉布拉多獵犬》Type A版本中、由高桥Team A全體成員共同演唱的B面曲《你如此任性》，是田北首次以AKB48正式分隊成員身份參與、且非大合唱歌曲的作品。

### AKB48單曲CD
|      | 發行 日期      | 單曲名稱            | 參與歌曲名稱     | 分隊名義         | 收錄 版本 | MV | 備註 |
| ---- | -------------- | ------------------- | ---------------- | ---------------- | --------- | -- | ---- |
| 36th | 2014年5月21日  | 拉布拉多獵犬 （ラブラドール・レトリバー）   | 你如此任性 （君は気まぐれ）  | Team A           | Type-A    | ★  |      |
| 38th | 2014年11月26日 | 希望无限 （希望的リフレイン）       | 顺从的Slave （従順なSlave） | Team A           | Type-A    |    |      |
| 42th | 2015年12月9日  | 红唇Be My Baby （唇にBe My Baby） | 温柔的place （やさしい place） | Team A           | Type-A    | ★  |      |
| 44th | 2016年6月1日   | 不需要翅膀 （翼はいらない）     | Set me free      | Team A           | Type-A    | ★  |      |
| 52nd | 2018年5月30日  | Teacher Teacher     | 新鐘聲           | Team B           | Type-C    | ★  |      |
| 58th | 2021年9月29日  | 一切都成Rumor       | Black jaguar     | First Generation | 劇場盤    |    |      |